# Hernán Gumy
Hernán Gumy (Buenos Aires, 5 de março de 1972) é um ex-tenista profissional argentino.